# Apistobuthus
Apistobuthus es un género de escorpiones de la familia Buthidae descrito por Finnegan en 1932.

## Especies
Los siguientes son los nombres científicos de las diferentes especies que componen el género Apistobuthus; a la derecha de estos están los apellidos de sus descubridores y el año en que fueron descubiertas.
A. pterygocercus Finnegan, 1932.
A. susanae Lourenço, 1998.
- Datos: Q2858326
- Multimedia: Apistobuthus / Q2858326
- Especies: Apistobuthus